# Wahlenbergia gloriosa
Wahlenbergia gloriosa är en klockväxtart som beskrevs av Lothian. Wahlenbergia gloriosa ingår i släktet Wahlenbergia och familjen klockväxter. Inga underarter finns listade i Catalogue of Life.

## Bildgalleri

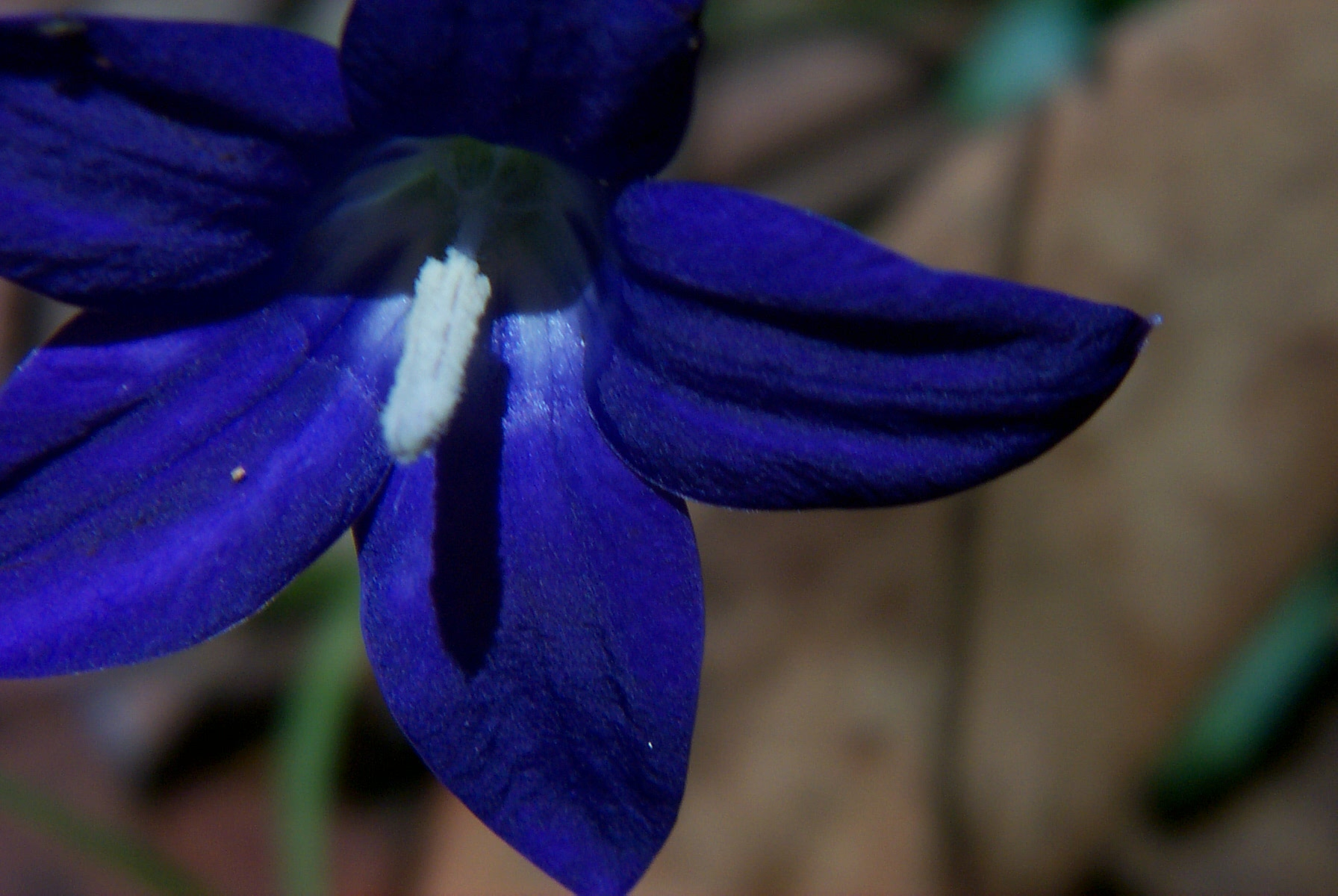